# Propositura dei Santi Michele e Francesco
La propositura dei Santi Michele e Francesco si trova nel comune di Carmignano, in provincia di Prato e diocesi di Pistoia.

## Storia e descrizione
Nel 1211 san Francesco, giunto a predicare in questa regione, ricevette in dono dal Comune di Carmignano un terreno. Bernardo di Quintavalle vi edificò un oratorio con un convento, a cui si aggiunse intorno al 1330 circa l'attuale chiesa intitolata a San Francesco.
Trasformata nella zona presbiteriale nel Cinquecento, nel 1782 la chiesa diventò sede della pieve di San Michele, prima situata ai piedi del castello. Nel frattempo, la chiesa era stata dotata di snelli loggiati sia nel chiostro che in facciata (1773).
Il 4 giugno 2018 un autocompattatore, a causa di un'errata manovra, ha urtato il portico della facciata, abbattendo due delle cinque arcate settecentesche, ripristinate nell'estate del 2021.

## LaVisitazione
Principale attrattiva della chiesa è la Visitazione (1528-1530 circa) del Pontormo, collocata su un altare di patronato della famiglia Pinadori:  mirabile capitolo del primo manierismo fiorentino.